# Zastava Francuske
Francuska zastava (fra. drapeau tricolore ili drapeau français, također hrv. trobojnica) ima 3 okomite pruge jednake širine: plavu (uz zastavno koplje), bijelu i crvenu. Prvi je put službeno proglašena 15. veljače 1794. u revolucionarnoj Francuskoj. Njeno podrijetlo nije u potpunosti razjašnjeno, ali mnogi smatraju da je nastala spajanjem boja iz grba Pariza (plave i crvene) s kraljevskom bijelom. Od 1815. do 1830. u Francuskoj je vraćena stara kraljevska zastava (bijela s ljiljanima), a od 1830. do danas zastava je ponovno trikolora. 
Francuska je zastava inspirirala mnoge druge narodne i državne zastave, osobito okolnih zemalja (Belgija, Italija) i bivših francuskih kolonija (Čad, Kamerun).

## O bojama
Boje francuske zastave nisu službeno propisane, već su ustaljene praksom i običajima. Od vremena predsjednika Valéry Giscard d'Estainga, zbog praktičnih razloga počela se rabiti svjetlija nijansa tamnomodre boje, osobito za televizijske nastupe šefa države i ministara. Zastave na gradskim vijećnicama, vojarnama i zgradama u kojima su javne ustanove, su obrnuto često okićene tamnomodrim zastavama. Isti predsjednik se umiješao i u pitanje crvene boje, kojoj je dao žarku boju. I predsjednik Jacques Chirac se uključio u dizajniranje zastave Francuske Republike, tako se za njegova mandata ustalio običaj obraćanja narodu uz zastavu koja ima bijelu prugu užu od druge dvije, navodno radi boljeg prikaza na TV ekranu.

## Mornarička zastava
Plovila koja su registrirana u Francuskoj ističu zastavu koja ima omjere pruga 30:33:37. 

## Razvoj zastave kroz povijest
- Zastava srednjovjekovne Francuske
- Francuska zastava tijekom vladavine Burbona
- Kraljevski stijeg
- Zastava isticana na trgovačkim brodovima Francuskog kraljevstva
- Zastava Nove Francuske (1663.-1763.)
- Zastava rojalista tijekom Francuske revolucije.

## Vanjske poveznice
- Flags of the World

|  | Portal Francuske – Pristup člancima s tematikom o Francuskoj. |